# 시리아에서
시리아에서(Insyriated, IN SYRIA)는 벨기에에서 제작된 필리페 반 레우 감독의 2017년 드라마 영화이다. 디아만드 부 압부드 등이 주연으로 출연하였다.

## 출연

### 주연
- 디아만드 부 압부드

### 조연
- 히암 압바스

## 제작진
- 협력프로듀서: 필립 로기